# 羽飼まり
羽飼 まり（はがい まり、3月2日 - ）は、日本の女性声優。アーツビジョン所属。愛知県出身。

## 来歴
東京芸能芸術研究所、日本ナレーション演技研究所出身。

## 人物
方言は三河弁。
趣味・特技はボルダリング、リードクライミング、スラックライン、歌、採血。

## 出演作品

### テレビアニメ
2010年
- 銀魂（助手）

2011年
- THE IDOLM@STER（女子高生B）
- うさぎドロップ（子連れお母さん）
- ドラゴンクライシス!
- 日常（犬のおばさん）
- 魔乳秘剣帖（店員、夜叉）

2012年
- アクセル・ワールド（有田沙耶）
- あらしのよるに 〜ひみつのともだち〜（ヨマ、女子オオカミA、老女黒ヤギB、リス1）
- 機動戦士ガンダムAGE（教師）
- 君と僕。2（保健医）

### 劇場アニメ
- friends もののけ島のナキ（2011年、ゴッチー）

### Webアニメ
- こぴはん -沙弥と沙遊の大作戦-（2011年、男子中学生A、女性ディレクター）

### ゲーム
2006年
- 鳥籠の向こうがわ（看護師）

2010年
- クリミナルガールズ（ラン / 蘭堂かよこ）

2012年
- わグルま!（リビングアーマー）

2013年
- アクセル・ワールド -加速の頂点-（有田沙耶）
- クリミナルガールズ INVITATION（ラン）
- 幻獣姫（ヘラクレス）
- とある魔術と科学の群奏活劇
- ファークライ3（リザ・スノー）
- リトルウィッチ パルフェ -黒猫魔法店物語-（フローレの母）

2014年
- 真・三國無双7（エディット音声〈高飛車3、活発4〉）

2016年
- 本格幻想RPG 陰陽師（於菊虫）

2018年
- アルテイルNEO（アウグスタ）

2019年
- Apex Legends（ライフライン）

2020年
- The Last of Us Part II（瘢痕女性）

2023年
- ゼルダの伝説 ティアーズ オブ ザ キングダム

### ドラマCD
- 走れ!T校バスケット部（2008年）
- KEEP OUT（2010年、各務〈幼少期〉）
- 腐男子彼氏。 〜腐女子彼女。スピンオフ〜（2010年、陽平の姉）
- GIRL FRIENDS（2011年、なるちゃん先生）
- Quad Cross（2012年、流華の母）
- 悪人を泣かせる方法（2012年）
- スターアーサー伝説 惑星メフィウス サウンドドラマ アンソロジーVol.1 （2023年、クレア）

### 吹き替え

#### 映画
- アデル/ファラオと復活の秘薬（アガット）
- アメイジング・スパイダーマン（ミッシー）
- アメリア 永遠の翼（ゴア・ヴィダル）
- アルビン2 シマリス3兄弟 vs. 3姉妹
- インシディアス（フォスター・ランバート）
  - インシディアス 赤い扉[7]
- ガリバー旅行記（巨人の少女）
- 恋する宇宙
- ザ・ウォード/監禁病棟（サラ〈ダニエル・パナベイカー〉）
- 猿の惑星: 創世記（アリス・ハンシカー）
- スカイライン -征服-
- TIME/タイム（マイア）
- ドラゴン・タトゥーの女（ペニラ・ブルムクヴィスト〈ジョセフィン・スプランド〉）
- バイオハザードV リトリビューション（ベッキー〈アリアーナ・エンジニア〉）
- 瞳の奥の秘密
- フィリップ、きみを愛してる!（幼いスティーブン）
- マイ・ブラザー（キャシー・ウィリス〈キャリー・マリガン〉）
- ライフ・ドア 黄昏のウォール街（モレラ・スターリング〈エマニュエル・シュリーキー〉）
- ロビン・フッド（イザベラ・オブ・アングレーム〈レア・セドゥ〉）

#### ドラマ
- iCarly
- WITHOUT A TRACE/FBI 失踪者を追え!
- NCIS 〜ネイビー犯罪捜査班
- カイルXY（ジャッキー〈アリ・リーバート〉）
- キャッスル 〜ミステリー作家は事件がお好き（アレクシス・キャッスル〈モリー・C・クイン〉）
- 救命医ハンク セレブ診療ファイル（ブリジット）
- クリミナル・マインド FBI行動分析課
- クリミナル・マインド 特命捜査班レッドセル
- グレイズ・アナトミー7
- コバート・アフェア CIA諜報員アニー
- THE TUDORS〜背徳の王冠〜（メアリー / メアリー・チューダー〈サラ・ボルジャー〉）
- ザ・パシフィック
- CSI:ニューヨーク5、7（クインシー・フィーニー）
- 恕の人 -孔子伝-
- スパルタカス
- CHASE/逃亡者を追え!
- ディフェンダーズ 闘う弁護士（ジェニファー）
- トーチウッド 人類不滅の日
- ドリームハイ（シ・ギョンジン〈イ・ユンジ〉）
- NUMBERS 天才数学者の事件ファイル シーズン4 #15（グレース・フェラーロ〈ミレイユ・イーノス〉）
- NIKITA / ニキータ
- 花より男子〜Boys Over Flowers〜（鮎原えりか〈チャン・ジャヨン〉）
- ハリーズ・ロー 裏通り法律事務所
- ブラザーズ&シスターズ
- ボディ・オブ・プルーフ 死体の証言
- 魔術師 MERLIN
- MAD MEN
- ミディアム5 霊能者アリソン・デュボア
- ロマンスが必要（ミキ〈チェ・ユンソ〉）
- 私の期限は49日（シン・インジョン〈ソ・ジヘ〉）

#### アニメ
- 長ぐつをはいたネコ
- LEGO スター・ウォーズ パダワン・メナス（ボビー）
- チーム ゼンコー ゴー（ジャックス）

### オーディオブック
- Audible
  - ソロモンの偽証 シリーズ（2019年 - 2020年、朗読）
  - 淡海乃海 水面が揺れる時 〜三英傑に嫌われた不運な男、朽木基綱の逆襲〜 シリーズ（2020年 - 継続中、朗読[8]）
  - カラフル（2020年、朗読）
  - 君の心を読ませて（2021年、朗読）
  - レーエンデ国物語（2024年、朗読）
- audiobook.jp
  - ある男（2019年、美涼[9]）

### 特撮
- 仮面ライダーオーズ/OOO（2011年、クロアゲハヤミーの声）

### 舞台
- Lit Klatch リーディングシアター「ホス探へようこそ episode2」(2009年10月3日、南大塚ホール) - マイ 役
- Lit Klatch リーディングシアター03「リカバリ-Recovery-」(2010年12月4日・5日、Studio Cube326 ARC)
- Lit Klatch リーディングシアタ「ホス探へようこそ FINAL」（2012年1月7日・8日、中野ザ・ポケット） - 深雪 役

### その他コンテンツ
- さくら道（看護師）
- NR/wiiの間　セブン&ワイ
- 緑ドン VIVA!情熱南米編（マリア）
- LisBo オーディオドラマ「クレシェンド」（2019年[10][11][12]、ニキータ[13][14][15]）